# 疗齿草属
疗齿草属（学名：Odontites）是玄参科下的一个属，为一年生、直立、分枝、半寄生草本植物。该属共有20种以上，分布于地中海区、非洲北部及亚洲温带地区。